# (29879) 1999 GO21
A (29879) 1999 GO21 a Naprendszer kisbolygóövében található aszteroida. A LINEAR projekt keretében fedezték fel 1999. április 15-én.